# Kurt Bantle
Kurt Bantle (* 26. Juli 1933 in Rottweil) ist ein deutscher Politiker der SPD.

## Leben und Beruf
Kurt Bantle studierte Rechtswissenschaften in München und Tübingen. 1953 wurde er Mitglied der katholischen Studentenverbindung AV Guestfalia Tübingen im CV, aus der er nach 1995 ausschied. Er trat in den Justizdienst des Landes Baden-Württemberg ein und war zunächst als Richter an verschiedenen Gerichten in Baden tätig sowie von 1967 bis 1998 war er Notar in Bad Säckingen.
Nach einer lediglich dreimonatigen Ruhestandsphase trat Bantle 1998 in eine Rechtsanwaltskanzlei in Weil am Rhein ein. Seine Schwerpunkte sind Grundstücksrecht, Erbrecht und Gesellschaftsrecht. 

## Politik
Bantle ist seit 1961 Mitglied der SPD. Nach einer durch häufige Ortswechsel bedingten Phase vorwiegend passiver Mitgliedschaft verstärkte er Ende der 60er Jahre sein Engagement. Zur Landtagswahl 1972 wurde er erstmals in den Landtag von Baden-Württemberg gewählt, dem er 16 Jahre lang bis 1988 angehörte. Er vertrat über ein Zweitmandat den Wahlkreis Waldshut und befasste sich im Landtag vorwiegend mit Fragen der Rechtspolitik.

## Sonstiges
Kurt Bantle ist römisch-katholisch. Er war bis 2012 Vorsitzender der deutschen Unterorganisation der Una-Voce-Bewegung, die sich für eine allgemeine Wiedereinführung der Messe in tridentinischem Ritus einsetzt.